# Distretto di Obe
Il distretto di Obe è un distretto nella provincia di Herat, in Afghanistan. Confina a nord con la Provincia di Badghis, a est con il distretto di Chishti Sharif, a sud-est con il distretto di Farsi, a sud con il distretto di Adraskan e a ovest con i distretti di Pashtun Zarghun e Karukh.
La popolazione venne stimata in 64.300 abitanti nel 2005. Il centro amministrativo è Owbi (anche Obeh o Obe). Il fiume Hari attraversa il distretto.